# わし座シータ星
わし座θ星（英語: Theta Aquilae）は、わし座にある3等星の連星系である。見かけの視等級は3.22等で、わし座の中では4番目に明るい。

## 特徴
わし座θ星までの距離は、年周視差の値に基づくと、約286光年となる。
わし座θ星は、2つの恒星から成る分光連星で、それぞれの恒星は、望遠鏡を使用して得られるスペクトルに見られるドップラー効果によって、初めて分離が可能になる。公転周期は約17.2日で、軌道離心率は0.6で、かなり歪んでいだ軌道を公転している。両者の恒星は、地球からは3.2ミリ秒離れており、天文単位に換算すると0.24-0.28auとなる。
両者の恒星は、ともにスペクトル分類がB9.5III型とされている。双方ともに、水素による核融合反応を行う主系列星の段階を終えて、巨星の段階にある。1996年の、Hummelらの観測によると、主星わし座θ星Aは、太陽の3.6倍の質量と、4.8倍の半径、278倍の光度、伴星わし座θ星Bは、太陽の2.9倍の質量、2.4倍の半径、68倍の光度があると推定された。これらのパラメーターに基づいて、2008年にKalerは、Aは巨星だが、Bはまだ主系列星の段階にあると指摘している。
| 指標                 | 構成要素  | 構成要素  |
| 指標                 | A         | B         |
| -------------------- | --------- | --------- |
| スペクトル型         | B9.5III   | B9.5III   |
| 視等級               |           |           |
| 絶対等級             |           |           |
| 質量 (M☉)            | 3.6 ± 0.8 | 2.9 ± 0.6 |
| 半径 (R☉)            | 4.8 ± 0.5 | 2.4 ± 0.2 |
| 表面重力 log g (cgs) | 3.63      | 4.20      |
| 自転速度 (km/s)      | 36.0      | 11.9      |
| 光度 (L☉)            | 278 ± 54  | 68 ± 14   |
| 表面温度 (K)         | 10,400    | 10,250    |
| 金属量 ([Fe/H])      | 0.10      | 0.10      |

## 名称
中国では、わし座θ星は、η星、58番星、62番星と共に、河鼓の鼓槌を意味する天桴と呼ばれる星官を成している。この中で、わし座θ星は1番目の恒星とされているため、「天桴一」と呼ばれる。
Al Achsasi al Mouakketに記載されている星表「Calendarium」では、わし座θ星はThanih Ras al Akab (تاني ألرأس ألعقاب - taanii al ra’s alʕuqāb)と記されており、後にラテン語で、「鷲の頭の2番目の星」を意味するSecunda Capitis Vulturisと翻訳された。
アラブ人は、わし座θ星を、η星、δ星と共に、Al Mizān（ألميزان）（天秤）に見立てた。Technical Memorandum 33-507 - A Reduced Star Catalog Containing 537 Named Stars, Al Mizānによると、δ星はAl Mizān I、η星はAl Mizān II、θ星をAl Mizān IIIとして知られていた。